# Kamienica (gemeente)
De gemeente Kamienica is een landgemeente in het Poolse woiwodschap Klein-Polen, in powiat Limanowski.
De zetel van de gemeente is in Kamienica.
De gemeente omvat de volgende plaatsen: Zbludza, Szczawa, Zasadne en Zalesie.
Op 30 juni 2004 telde de gemeente 7227 inwoners.

## Oppervlakte gegevens
In 2002 bedroeg de totale oppervlakte van gemeente Kamienica 96,11 km², waarvan:
- agrarisch gebied: 32%
- bossen: 64%

De gemeente beslaat 10,1% van de totale oppervlakte van de powiat.

## Demografie
Stand op 30 juni 2004:
| Omschrijving                   | Totaal | Totaal | Vrouwen | Vrouwen | Mannen | Mannen |
| ------------------------------ | ------ | ------ | ------- | ------- | ------ | ------ |
| eenheid                        | aantal | %      | aantal  | %       | aantal | %      |
| inwoners                       | 7227   | 100    | 3597    | 49,8    | 3630   | 50,2   |
| bevolkingsdichtheid (inw./km²) | 75,2   | 75,2   | 37,4    | 37,4    | 37,8   | 37,8   |

In 2002 bedroeg het gemiddelde inkomen per inwoner 1462,47 zł.

## Aangrenzende gemeenten
Dobra, Łącko, Łukowica, Mszana Dolna, Niedźwiedź, Nowy Targ, Ochotnica Dolna, Słopnice